# EmuDX
EmuDX fue el primer emulador de videojuegos de arcade. Utiliza imágenes de las roms originales, por lo que el juego es muy similar a la versión original. Inicialmente, se tituló PacDX y emulaba la versión de Midway de Pac-Man, pero cuando aumentó la lista de videojuegos emulados, pasó a tener el nombre actual. Su autor, Mike Grenn, ayudó a los programadores de Raine añadiendo código de EmuDX a su emulador.
Lo más interesante de este emulador reside en que usa roms de gráficos y sonidos completamente rediseñadas, manteniendo el resto de roms sin modificar.

## Juegos emulados
Versión 1.0
- Donkey Kong
- Frogger
- Galaxian
- Ms. Pac-Man
- Pac-Man